# Les Orientales (festival)
Pour les articles homonymes, voir Les Orientales (homonymie).
Les Orientales était un festival français annuel de musiques, danses et poésies orientales se déroulant à Saint-Florent-le-Vieil, ville de Maine-et-Loire en région Pays de la Loire. Créé en 1990, il se déroulait au début de chaque été.
On y assistait à des spectacles de musiques et traditions d'Orient, le festival permettant au public festivalier de découvrir un patrimoine culturel asiatique et africain.
En mars 2014, son président Hervé de Charette annonce la fin du festival.

## Historique
Le festival est consacré aux musiques et traditions d'Orient, où se produisent poètes, conteurs, musiciens, danseurs, magiciens et acrobates.
Projet missionné à dominante artistique, le festival voit le jour en 1990. Initialement dénommé Festival Asie-Occident de Saint-Florent-le-Vieil, il devient en 1999 Les Orientales, sous l'impulsion de son nouveau directeur, Alain Weber.
La ville affiche une fréquentation du festival d'environ 20 000 personnes en 2009 et de 15 000 personnes en 2011. À l'orée de l'édition 2013, il totalise 225 000 spectateurs en 15 ans, dont 75 000 enfants initiés aux arts d'Orient et d'Asie.
Autour du festival, des ateliers sont proposés aux festivaliers afin de découvrir certains aspects culturels, tels que la peinture, la danse et la calligraphie,, et des spectacles sont organisés pour les jeunes et plus particulièrement pour les enfants.
Devant des difficultés financières, le 28 mars 2014 Hervé de Charette annonce la fin du festival Les Orientales de Saint-Florent-le-Vieil,,. Le festival de juin 2013 en est sa dernière édition.
Le festival Le rivage des voix lui succède en 2015. La manifestation accueille cette année-là plus de 3 000 spectateurs sur dix-huit concerts.

## Lieux de spectacles
Récitals et musiques des Orientales sont représentés dans l'enceinte des bâtiments de l'abbaye de Saint-Florent-le-Vieil. Un café oriental est installé sur la terrasse même de l'abbaye. D'autres représentations sont données sur les rives de la Loire à Saint-Florent, y compris en soirées avec des spectacles nocturnes. Une sélection de films est également présentée à l'auditorium Julien-Gracq. Des expositions et un marché oriental complètent les animations culturelles.
En 2007, le festival occupe l'abbatiale, l'auditorium J. Gracq, les terrasses de l'abbaye (café égyptien), les caves de l'abbaye, la ferme des coteaux, la salle du Chapitre dans l'abbaye, les jardins du Mont Glonne (marché oriental), le palais Briau à Varades, le parvis de l'abbatiale et la terrasse du Belvédère.

## Programmation
Plusieurs thèmes se succèdent au fil des éditions des Orientales.
La 9e édition du festival se déroule durant un peu plus d'une semaine, du 22 juin au 1er juillet 2007. On y voit notamment des musiciens du Nil, des musiciens roumains de Gypsy Rythm et un spectacle de danse classique indienne Kathak.
En 2010, la manifestation se déroule autour du thème du sacré et de la nature, de l'extrême-orient à l'Afrique. S'y produisent notamment des tambours de Taïwan et du Burundi, des enfants acrobates marocains, des voix andalouses et de la poésie soufie, avec les chanteurs marocain Mohamed Bajeddoub et iranien Shahram Nazeri.
L'année suivante, le festival ouvre sa saison avec les étoiles du Ballet royal du Cambodge. La manifestation accueille deux cents artistes, du Maghreb à l'Asie lointaine.
En 2012, la manifestation présente des cultures autour de fleuves ; fleuves d'Afrique, le Nil, le Niger et le Zambèze, et fleuves d'Asie, le Yang-Tsé-Kiang, le Gange et le Brahmapoutre. S'y produisent par exemple des musiciens tsiganes d'Égypte.
Du 26 au 30 juin 2013, sur le thème du monde pastoral, le festival reçoit Manos Achalinotopoulos et son ensemble (Grèce), l'ensemble Divana (Inde), les frères Dervishi (Macédoine), les bardes ashiq du Shirvan (Azerbaïdjan), Pandit Shyam Sundar Goswami (Inde), Chota Divana (Inde), Bardic Divas (Kazakhstan et Ouzbékistan), Pandit Shyam Sundar Goswami (Inde), Nawal (Océan Indien), maîtres du luth sape de Sarawak (Bornéo), Ny Malagasy Orkestra (Madagascar),.

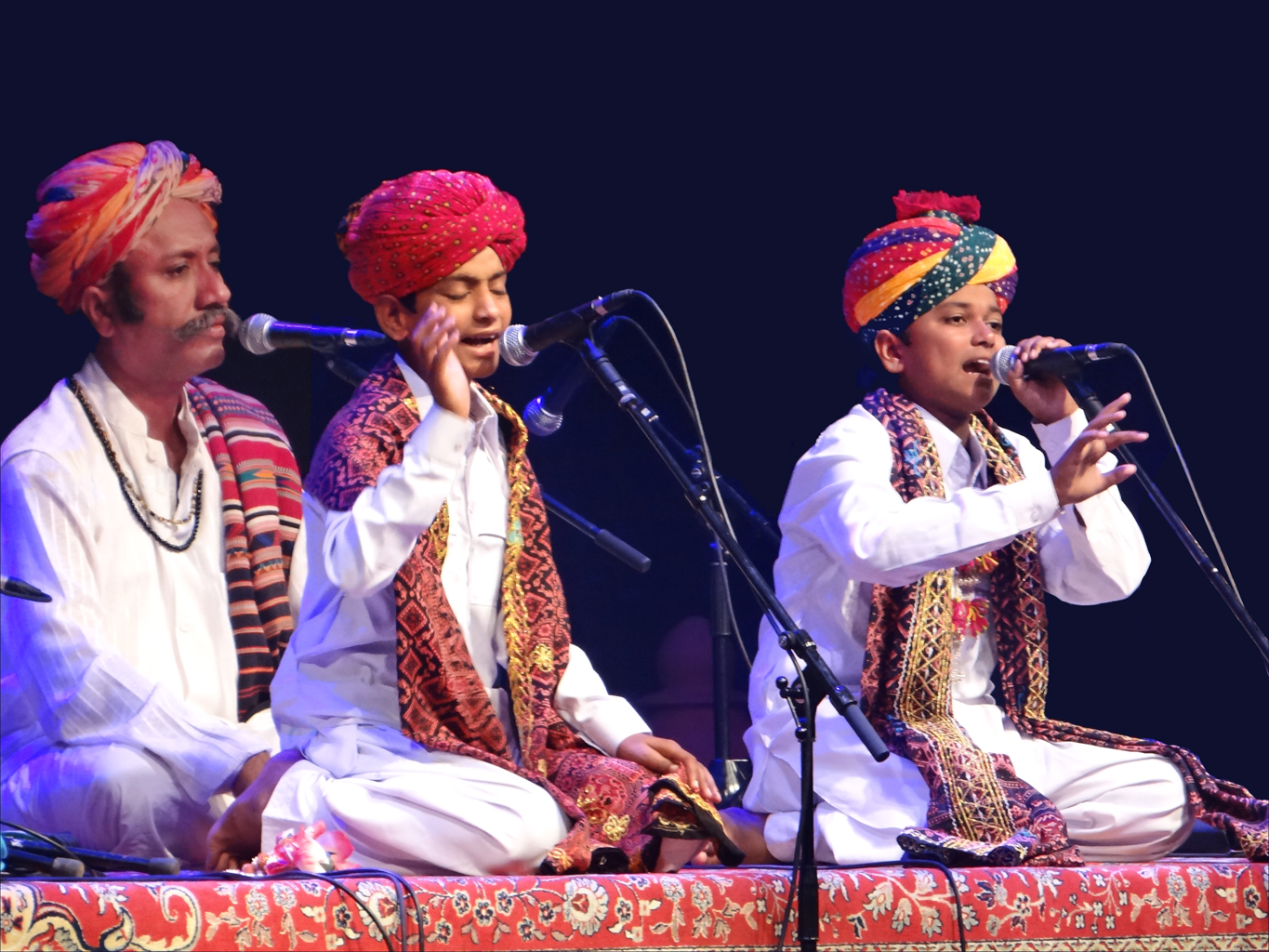
Chota Divana (2013)
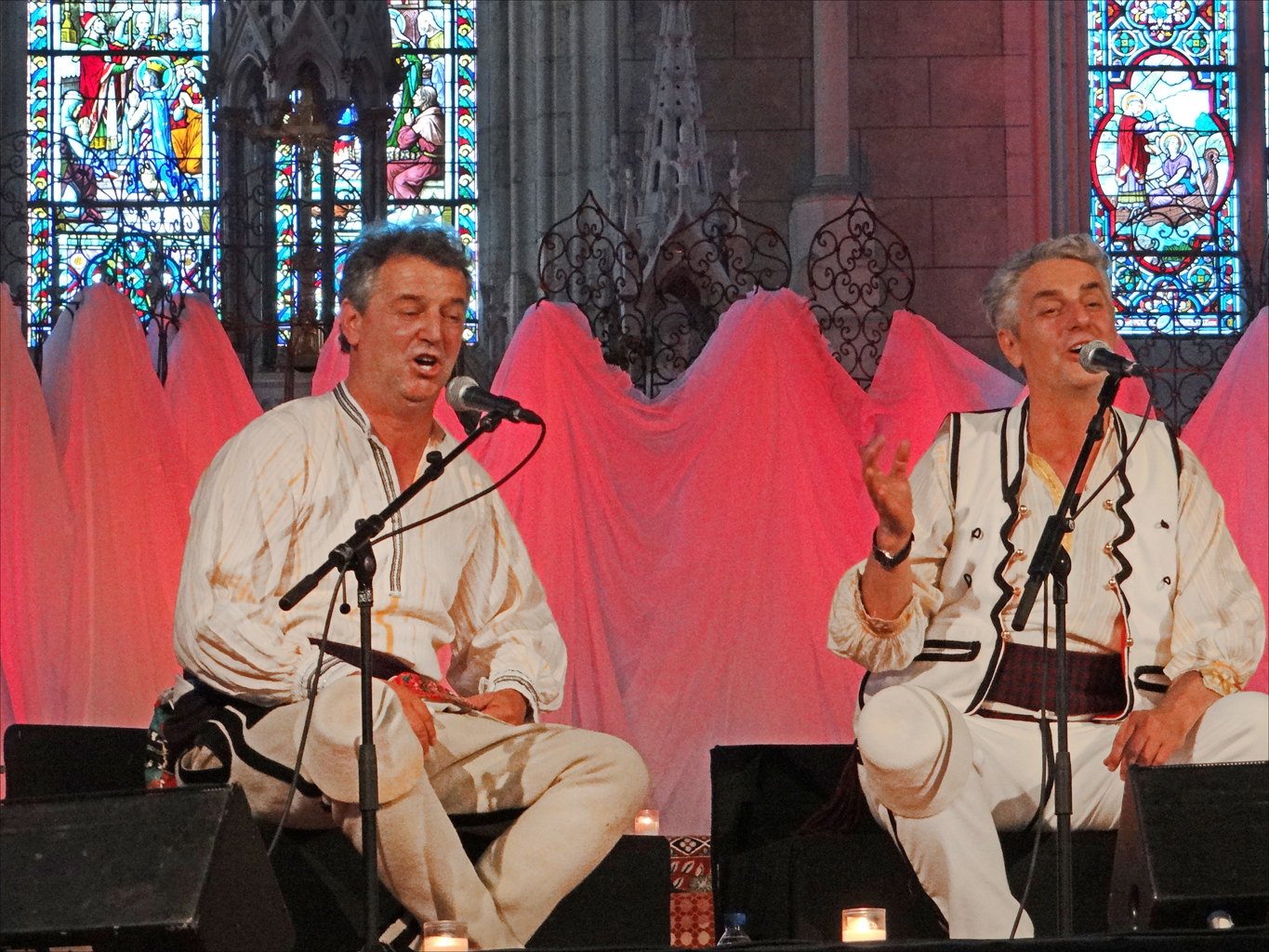
Les frères Dervishi (2013)
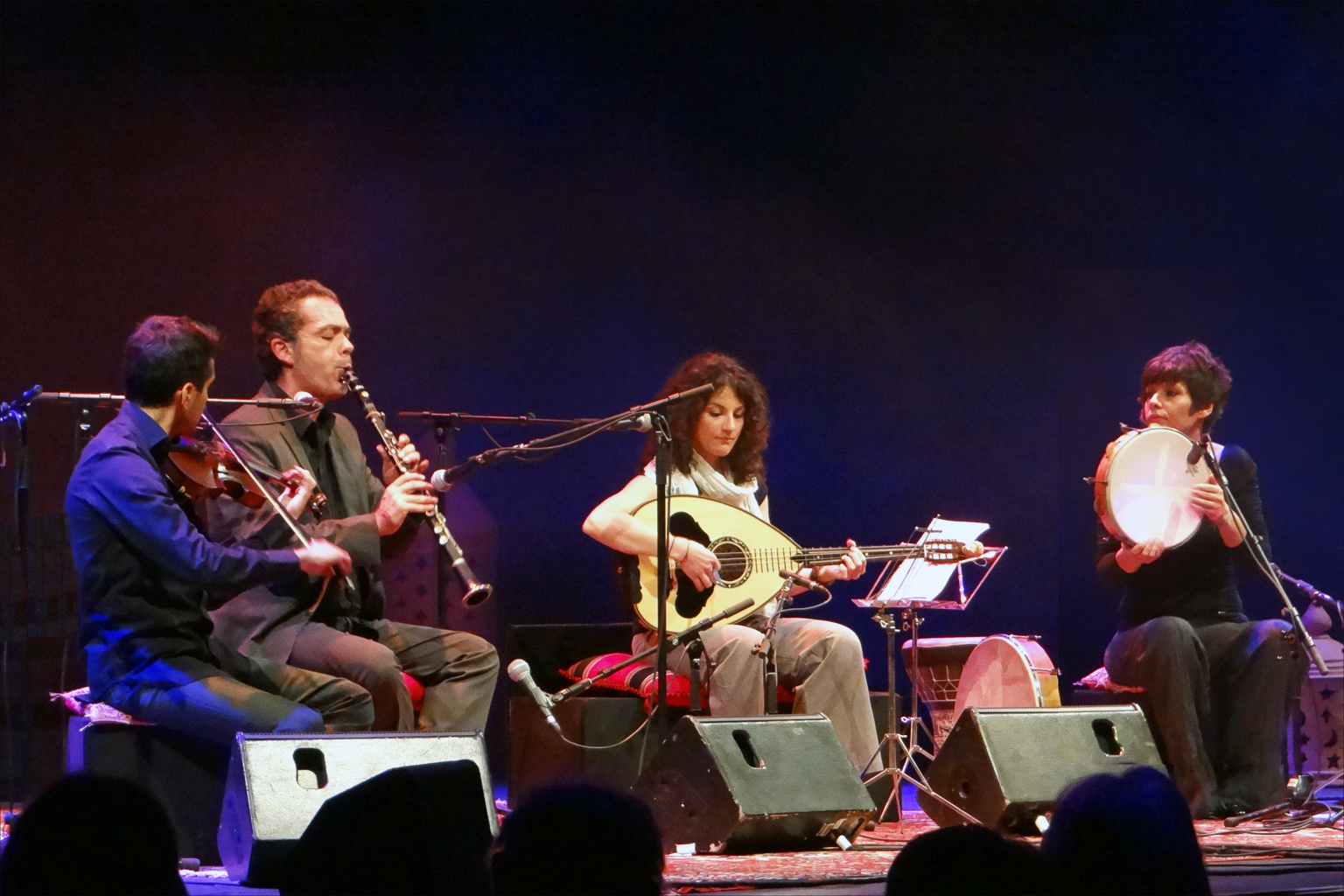
Manos Achalinotopoulos (2013)

## Fonctionnement

### Direction artistique
À partir de 1999, Alain Weber en est son directeur artistique,,. Spécialiste des musiques tsiganes et du monde arabe, il est également conseiller artistique à la Cité de la musique et au musée du quai Branly à Paris.

### Administration
La manifestation est organisée par l'association du festival de Saint-Florent, avec à sa tête Asdis Dan, administratrice ; Hervé de Charette en étant son président,. L'organisation du festival compte une trentaine de techniciens et une centaine de bénévoles.

### Finances
Le festival est subventionné par le conseil régional des Pays de la Loire, le conseil général de Maine-et-Loire, la préfecture de région Pays de la Loire, la ville de Saint-Florent-le-Vieil et le ministère des Affaires étrangères.
Il bénéficie également du mécénat d'entreprises et de sociétés civiles : SUEZ Environnement, la Fondation Orange, la SACEM et le Crédit Mutuel d'Anjou, la fondation d'entreprise Mécène et Loire.
Son budget est de 400 000 € en 2010 et de 350 000 € en 2013.